# السودانية لأنابيب البترول
أسست في العام 1976 وقامت بإنشاء أول خط أنابيب ناقل للمواد البترولية بقطر 8 بوصة وطول 815 كلم بين بورتسودان والخرطوم.

## مهمة الشركة
- توسعة شبكة خطوط الأنابيب الناقلة للمواد النفطية وبناء المستودعات تطوير وتنويع أنشطة الشركة في مجالات النقل والخدمات النفطية .
- نقل التكنولوجيا المتعلقة بمجالات وانشطة الشركة المساهمة في تطوير خدمات المجتمعات المحلية على مسار الخطوط والمشروعات .
- تشغيل وصيانة منصات صادر الخام  واعمال الفحص والصيانة تحت الماء حيث تمتلك الشركة معدات متطورة لذلك .
- خدمات مكافحة التلوث النفطي و خدمات إرساء وشحن ناقلات النفط بخام البترول السوداني .

## تطور الشركة عبر السنين
- 1981 تم دمجها مع المؤسسة السودانية للنفط تحت مسمى الإدارة العامة للنقل (GAT)
- 1993 أصبحت إدارة خطوط أنابيب البترول
- 1995 تحولت إلى شركة تحت اسم الشركة السودانية لخطوط أنابيب البترول المحدودة .
- 2005 أضافت خطاً ثانياً بقطر 12 بوصة وطول 741 كيلومتر بين الرويان(مصفاة الجيلي) وبورتسودان لتصدير فائض البنزين وقامت بتطوير الخطوط لتعمل في إتجاهي الصادر والوارد .
- 2011 أصبحت شركة بترولاينز للأنابيب والأعمال الهندسية القابضة المحدودة
- 2014 مسمى الشركة حالياً الشركة السودانية لخطوط أنابيب البترول المحدودة.